# Eriachne capillaris
Eriachne capillaris är en gräsart som beskrevs av Robert Brown. Eriachne capillaris ingår i släktet Eriachne och familjen gräs. Inga underarter finns listade i Catalogue of Life.